# Simon Callow
Simon Phillip Hugh Callow CBE (Streatham, London, 1949. június 13. –) brit színész, filmrendező, narrátor és író.
Legjobb férfi mellékszereplőként két alkalommal jelölték BAFTA-díjra, a Szoba kilátással (1985), illetve a Négy esküvő és egy temetés (1994) című filmjeiért. Feltűnt még az Amadeus (1984), az Ace Ventura 2. – Hív a természet (1995), a Szerelmes Shakespeare (1998), továbbá a Viktória királynő és Abdul (2018) című filmekben.
A televízió képernyőjén az Outlander – Az idegen című történelmi drámasorozatban volt fontosabb szerepe.

## Filmográfia

### Film
| Év   | Magyar cím                            | Eredeti cím                                             | Szerep                              | Magyar hang       |
| ---- | ------------------------------------- | ------------------------------------------------------- | ----------------------------------- | ----------------- |
| 1984 | Amadeus                               | Amadeus                                                 | Emanuel Schikaneder / Papageno      | Márton András     |
| 1984 | Amadeus                               | Amadeus                                                 | Emanuel Schikaneder / Papageno      | Csankó Zoltán     |
| 1985 | A jó apa                              | The Good Father                                         | Mark Varda                          |                   |
| 1985 | Szoba kilátással                      | A Room with a View                                      | Mr. Beebe tiszteletes               | Balázsi Gyula     |
| 1985 | Szoba kilátással                      | A Room with a View                                      | Mr. Beebe tiszteletes               | Haás Vander Péter |
| 1987 | Maurice                               | Maurice                                                 | Mr. Ducie                           |                   |
| 1988 |                                       | Manifesto                                               | Hunt rendőrfőnök                    | Háda János        |
| 1990 | Képeslapok a szakadékból              | Postcards from the Edge                                 | Simon Asquith                       | Orosz István      |
| 1990 | Mr. és Mrs. Bridge                    | Mr. & Mrs. Bridge                                       | Dr. Alex Sauer                      | Beregi Péter      |
| 1991 |                                       | The Ballad of the Sad Café                              | filmrendező                         |                   |
| 1992 | Szellem a házban                      | Howards End                                             | zenei előadó (cameo)                | Barbinek Péter    |
| 1992 |                                       | Soft Top Hard Shoulder                                  | Eddie Cherdowski                    |                   |
| 1994 | Négy esküvő és egy temetés            | Four Weddings and a Funeral                             | Gareth                              | Tordy Géza        |
| 1994 | Street Fighter – Harc a végsőkig      | Street Fighter                                          | A.N. tiszt                          | R. Kárpáti Péter  |
| 1995 |                                       | England, My England                                     | II. Károly                          |                   |
| 1995 | Jefferson Párizsban                   | Jefferson in Paris                                      | Richard Cosway                      |                   |
| 1995 | Ace Ventura 2. – Hív a természet      | Ace Ventura: When Nature Calls                          | Vincent Cadby                       | Konrád Antal      |
| 1995 | Ace Ventura 2. – Hív a természet      | Ace Ventura: When Nature Calls                          | Vincent Cadby                       | Tarján Péter      |
| 1996 | Győzelem                              | Victory                                                 | Zangiacomo                          |                   |
| 1996 | James és az óriásbarack               | James and the Giant Peach                               | Szöcske (hangja)                    | Papp János        |
| 1998 | A vörös lepel                         | The Scarlet Tunic                                       | Fairfax százados                    |                   |
| 1998 | Hálószobák és előszobák               | Bedrooms and Hallways                                   | Keith                               |                   |
| 1998 | Szerelmes Shakespeare                 | Shakespeare in Love                                     | Sir Edmund Tilney                   | Varga T. József   |
| 1999 |                                       | Around the World in 80 Days                             | Phileas Fogg (hangja)               |                   |
| 1999 | Sztárom a párom                       | Notting Hill                                            | önmaga                              |                   |
| 2001 | Senkiföldje                           | No Man's Land                                           | Soft ezredes                        | eredeti nyelven   |
| 2001 | Karácsonyi ének                       | Christmas Carol: The Movie                              | Charles Dickens (hangja)            | Csankó Zoltán     |
| 2001 | Karácsonyi ének                       | Christmas Carol: The Movie                              | Ebenezer Scrooge                    | Schnell Ádám      |
| 2002 |                                       | Thunderpants                                            | Sir John Osgood                     |                   |
| 2002 |                                       | Merci Docteur Rey                                       | Bob                                 |                   |
| 2003 | Fiatalság, bolondság                  | Bright Young Things                                     | Anatólia királya                    |                   |
| 2004 | Szent György és a sárkány             | George and the Dragon                                   | Edgar király                        | Varga T. József   |
| 2004 | Az operaház fantomja                  | The Phantom of the Opera                                | Andre                               |                   |
| 2005 |                                       | Rag Tale                                                | Fat Boy Rourke                      |                   |
| 2005 |                                       | The Civilization of Maxwell Bright                      | Mr. Wroth                           |                   |
| 2005 | Komolytalan komornyik                 | Bob the Butler                                          | Mr. Butler                          | Végvári Tamás     |
| 2005 | Ripley a mélyben                      | Ripley Under Ground                                     | Bentliffe dékán                     | Kajtár Róbert     |
| 2007 |                                       | Chemical Wedding                                        | Haddo professzor / Aleister Crowley |                   |
| 2007 | Arn, a templomos lovag                | Arn - The Knight Templar                                | Henry atya                          |                   |
| 2011 | A szerelem konyhája                   | Love's Kitchen                                          | Guy Witherspoon                     | Forgács Gábor     |
| 2011 | A szerelem konyhája                   | Love's Kitchen                                          | Guy Witherspoon                     | Barbinek Péter    |
| 2012 |                                       | Acts of Godfrey                                         | Godfrey                             |                   |
| 2014 |                                       | Magician: The Astonishing Life and Work of Orson Welles | önmaga                              |                   |
| 2016 | Nyuggerek                             | Golden Years                                            | Royston                             | Papp János        |
| 2016 |                                       | Mindhorn                                                | önmaga (cameo)                      |                   |
| 2017 | Az alkirály háza                      | Viceroy's House                                         | Cyril Radcliffe                     |                   |
| 2017 |                                       | Hampstead                                               | bíró                                |                   |
| 2017 | Viktória királynő és Abdul            | Victoria & Abdul                                        | Giacomo Puccini                     |                   |
| 2017 | Az ember, aki feltalálta a karácsonyt | The Man Who Invented Christmas                          | John Leech                          | Varga T. József   |
| 2018 |                                       | Blue Iguana                                             | Martin nagybácsi                    |                   |
| 2022 |                                       | Surprised by Oxford                                     | Dr. Sterling                        |                   |
| 2022 |                                       | The Pay Day                                             | Gates                               |                   |
| 2024 | Micimackó: Vér és méz 2.              | Winnie-the-Pooh: Blood and Honey II                     | Mark Cavendish                      | Forgács Gábor     |

### Televízió
| Év        | Magyar cím                                | Eredeti cím                                     | Szerep                                 | Megjegyzések                                                |
| --------- | ----------------------------------------- | ----------------------------------------------- | -------------------------------------- | ----------------------------------------------------------- |
| 1975      |                                           | Get Some In!                                    | Wally                                  | 1 epizód                                                    |
| 1976      |                                           | The Sweeney                                     | nyomozóőrmester                        | 1 epizód                                                    |
| 1981      |                                           | The Man of Destiny                              | Napoleon                               | tévéfilm                                                    |
| 1981      |                                           | W.H.Auden Monologue                             | W.H.Auden                              | tévéfilm                                                    |
| 1984–1986 |                                           | Chance in a Million                             | Tom Chance                             | főszereplő (18 epizód)                                      |
| 1985      |                                           | Honour, Profit and Pleasure                     | Handel                                 | tévéfilm                                                    |
| 1986      |                                           | Dead Head                                       | Hugo Silver                            | minisorozat (2 epizód)                                      |
| 1986      |                                           | David Copperfield                               | Mr. Micawber                           | minisorozat (7 epizód)                                      |
| 1987      |                                           | Inspector Morse                                 | Theodore Kemp                          | 1 epizód                                                    |
| 1990–1993 |                                           | Screen Two                                      | Nathanial Quass / Vicar Ronnie         | 2 epizód                                                    |
| 1991      | Ötös szövetség                            | The Crucifer of Blood                           | Lestrade felügyelő                     | - tévéfilm - magyar hangja: - Kocsis György                 |
| 1994      |                                           | Little Napoleons                                | Edward Feathers                        | minisorozat (4 epizód)                                      |
| 1995      |                                           | Cycle Simenon                                   | Major Owens                            | 1 epizód                                                    |
| 1996      |                                           | An Audience With Charles Dickens                | Charles Dickens                        | tévéfilm                                                    |
| 1997      | A fehér ruhás nő                          | The Woman in White                              | Fosco gróf                             | tévéfilm                                                    |
| 1998–2002 |                                           | Trial & Retribution                             | Rupert Halliday                        | 3 epizód                                                    |
| 2000      |                                           | The Mystery of Charles Dickens                  | Charles Dickens]                       | tévéfilm                                                    |
| 2001      |                                           | Don't Eat the Neighbours                        | Fox & Bear                             |                                                             |
| 2002      |                                           | Nova: Galileo's Battle for the Heavens          | Galileo Galilei                        | 1 epizód                                                    |
| 2003      | Életem története: Hans Christian Andersen | Hans Christian Andersen: My Life as a Fairytale | Charles Dickens                        | - tévéfilm - magyar hangja: - Kárpáti Tibor                 |
| 2003      | Angyalok Amerikában                       | Angels in America                               | Prior Walter őse                       | 2 epizód                                                    |
| 2004      | Állatkert a cipősdobozban                 | Shoebox Zoo                                     | Wolfgang / Hunter                      | 12 epizód                                                   |
| 2004      | Agatha Christie: Marple                   | Agatha Christie's Marple                        | Terence Melchett ezredes               | - 1 epizód - magyar hangja: - Fodor Tamás                   |
| 2005      | Róma                                      | Rome                                            | Publius Servilius                      | 1 epizód                                                    |
| 2005–2011 | Ki vagy, doki?                            | Doctor Who                                      | Charles Dickens                        | 2 epizód                                                    |
| 2005–2015 |                                           | Ant & Dec's Saturday Night Takeaway             | önmaga                                 | 2 epizód                                                    |
| 2006      | A fáraó bosszúja                          | The Curse of King Tut's Tomb                    | George Russell                         | - tévéfilm - magyar hangja: - Forgács Gábor - Rudas István  |
| 2006–2007 |                                           | Classical Destinations                          | narrátor                               | 24 epizód                                                   |
| 2006–2017 | Kisvárosi gyilkosságok                    | Midsomer Murders                                | Dr. Richard Wellow / Vernon De Harthog | 2 epizód                                                    |
| 2007      | Ókori kalandok                            | Roman Mysteries                                 | Pliny                                  | 2 epizód                                                    |
| 2007      | A Cég – A CIA regénye                     | The Company                                     | Elihu                                  | minisorozat                                                 |
| 2007      |                                           | How Gay Sex Changed the World                   | önmaga                                 |                                                             |
| 2007      |                                           | Trick or Treat                                  | önmaga                                 | 1 epizód                                                    |
| 2008      |                                           | The Mr. Men Show                                | narrátor                               | 1 epizód                                                    |
| 2009      | Lewis – Az oxfordi nyomozó                | Lewis                                           | Vernon Oxe                             | 1 epizód                                                    |
| 2009      | Sarah Jane kalandjai                      | The Sarah Jane Adventures                       | Tree Blathereen (hangja)               | 1 epizód                                                    |
| 2011      |                                           | This is Jinsy                                   | Threcker                               | 1 epizód                                                    |
| 2011      |                                           | Popstar to Operastar                            | önmaga                                 | 13 epizód                                                   |
| 2011      | Jamie Álomiskolája                        | Jamie's Dream School                            | 4 epizód                               |                                                             |
| 2011      | A jég fogságában                          | Ice                                             | miniszterelnök                         | - minisorozat (2 epizód) - magyar hangja: - Varga T. József |
| 2013      | Agatha Christie: Poirot                   | Agatha Christie's Poirot                        | Dr. Heinrich Lutz                      | 1 epizód                                                    |
| 2014      |                                           | Plebs                                           | Victor                                 | 1 epizód                                                    |
| 2014      |                                           | The Feeling Nuts Comedy Night                   | önmaga                                 | tévéfilm                                                    |
| 2015–2016 | Outlander – Az idegen                     | Outlander                                       | Sandringham hercege                    | 1-2. évad (5 epizód)                                        |
| 2016      |                                           | Galavant                                        | Edwin                                  | 2 epizód                                                    |
| 2016      |                                           | The Life of Rock with Brian Pern                | Bennett St John                        | 1 epizód                                                    |
| 2016–2017 |                                           | The Rebel                                       | Henry Palmer                           | 9 epizód                                                    |
| 2018      | Halál a paradicsomban                     | Death in Paradise                               | Larry South                            | 1 epizód                                                    |
| 2018      |                                           | The Dead Room                                   | Aubrey Judd                            | tévéfilm                                                    |
| 2021      | Sólyomszem                                | Hawkeye                                         | Armand Duquesne III                    | 1 epizód                                                    |
| 2021      | Vaják                                     | The Witcher                                     | Codringher                             | - 1 epizód - magyar hangja: - Harsányi Gábor                |
| 2022      | A kilences szám alatt                     | Inside No. 9                                    | Dick                                   | 1 epizód                                                    |
| 2023      |                                           | The Cleaner                                     | Mr. Abahassine                         | 1 epizód                                                    |
| 2023      |                                           | Dodger                                          | Canterbury                             |                                                             |
| 2024      |                                           | The Boy That Never Was                          | Cozimo                                 | minisorozat                                                 |

## Díjak és jelölések
| Díj                              | Kategória                        | Jelölt mű                         | Díjátadó | Eredmény |
| -------------------------------- | -------------------------------- | --------------------------------- | -------- | -------- |
| BAFTA-díj                        | legjobb férfi mellékszereplő     | Szoba kilátással (1985)           | 1987     | Jelölve  |
| BAFTA-díj                        | legjobb férfi mellékszereplő     | Négy esküvő és egy temetés (1994) | 1995     | Jelölve  |
| Berlini Nemzetközi Filmfesztivál | Arany Medve                      | The Ballad of the Sad Cafe (1991) | 1991     | Jelölve  |
| Screen Actors Guild-díj          | legjobb szereplőgárda (mozifilm) | Szerelmes Shakespeare (1998)      | 1999     | Elnyerte |

## Fordítás
- Ez a szócikk részben vagy egészben  a   Simon Callow című angol Wikipédia-szócikk ezen változatának fordításán alapul.  Az eredeti cikk szerkesztőit annak laptörténete sorolja fel. Ez a jelzés csupán a megfogalmazás eredetét és a szerzői jogokat jelzi, nem szolgál a cikkben szereplő információk forrásmegjelöléseként.